# 28 يونيو
- السبت
- الأحد
- الاثنين
- الثلاثاء
- الأربعاء
- الخميس
- الجمعة

- 314 ذو الحجة 1446  هـ
- 15 ذو الحجة 1446  هـ
- 26 ذو الحجة 1446  هـ
- 37 ذو الحجة 1446  هـ
- 48 ذو الحجة 1446  هـ
- 59 ذو الحجة 1446  هـ
- 610 ذو الحجة 1446  هـ
- 711 ذو الحجة 1446  هـ
- 812 ذو الحجة 1446  هـ
- 913 ذو الحجة 1446  هـ
- 1014 ذو الحجة 1446  هـ
- 1115 ذو الحجة 1446  هـ
- 1216 ذو الحجة 1446  هـ
- 1317 ذو الحجة 1446  هـ
- 1418 ذو الحجة 1446  هـ
- 1519 ذو الحجة 1446  هـ
- 1620 ذو الحجة 1446  هـ
- 1721 ذو الحجة 1446  هـ
- 1822 ذو الحجة 1446  هـ
- 1923 ذو الحجة 1446  هـ
- 2024 ذو الحجة 1446  هـ
- 2125 ذو الحجة 1446  هـ
- 2226 ذو الحجة 1446  هـ
- 2327 ذو الحجة 1446  هـ
- 2428 ذو الحجة 1446  هـ
- 2529 ذو الحجة 1446  هـ
- 261 محرم 1447  هـ
- 272 محرم 1447  هـ
- 283 محرم 1447  هـ
- 294 محرم 1447  هـ
- 305 محرم 1447  هـ
- 16 محرم 1447  هـ
- 27 محرم 1447  هـ
- 38 محرم 1447  هـ
- 49 محرم 1447  هـ

28 يونيو أو 28 حُزيران أو 28 يونيه أو يوم 28 \ 6 (اليوم الثامن والعشرون من الشهر السادس) هو اليوم التاسع والسبعون بعد المئة (179) من السنوات البسيطة، أو اليوم الثمانون بعد المئة (180) من السنوات الكبيسة وفقًا للتقويم الميلادي الغربي (الغريغوري). يبقى بعده 186 يوما لانتهاء السنة.

## أحداث
- 1148 - الصليبيون يفكون الحصار عن مدينة دمشق بعد أن كانت قواتهم قد تجمعت للاستيلاء على المدينة، لكن المسلمين أجبروا الصليبيين على التراجع، وذلك في الحملة الصليبية الثانية.
- 1882 - الحكومة البريطانية تقرر رسميًا احتلال مصر.
- 1914 - اغتيال أمير الإمبراطورية النمساوية المجرية فرانس فرديناند على يد الصربي غافريلو برينسيب، وباغتياله تم إشعال فتيل الحرب العالمية الأولى.
- 1919 - التوقيع على معاهدة فرساي في فرنسا، وتعد هذه المعاهدة النهاية الرسمية للحرب العالمية الأولى.
- 1922 - سلطة الانتداب الفرنسي على سوريا تعين صبحي بك بركات رئيسًا عليها.
- 1945 - تكوين حكومة الوحدة الوطنية المؤقتة في بولندا.
- 1950 - سقوط عاصمة كوريا الجنوبية سيول بيد قوات كوريا الشمالية.
- 1957 - الرئيس الأمريكي دوايت أيزنهاور يفتتح المركز الإسلامي في واشنطن.
- 1960 - كوبا تؤمم مصافي تكرير النفط الأمريكية الموجودة على أراضيها.
- 1972 - التوقيع على «اتفاقية سيملا» بين الهند وباكستان لتسوية مشكلات الحرب بينهما التي نشبت عام 1971.
- 1981 - وقوع عملية تفجير إرهابية في مقر الحزب الجمهوري الإسلامي في طهران، إيران، أسفرت عن مقتل 73 مسؤولاً بالحزب من بينهم قاضي القضاة آية الله محمد بهشتي.
- 1991 – تفكيك منظمة الكومكون السوفيتية.
- 1997 - الملاكم مايك تايسون يخسر أمام غريمه إيفاندر هوليفيلد وذلك عندما قام بقضم جزء من أذنه أثناء سير المباراة.
- 2004 - الحاكم المدني في العراق بول بريمر يسلم مقاليد السلطة للحكومة العراقية المؤقتة قبل الموعد المحدد بيومين.
- 2009 -
  - قوات الجيش في هندوراس تعتقل الرئيس مانويل زيلايا بعد محاصرة القصر الرئاسي وتنفيه بعد ذلك إلى كوستاريكا بسبب رغبته القيام بالتجديد لنفسه لولاية ثانية.
  - منتخب البرازيل يفوز على المنتخب الأمريكي بثلاثة أهداف مقابل هدفين، ويفوز ببطولة كأس القارات المقامة في جنوب أفريقيا.
- 2016 - وقوع هجوم بمطار أتاتورك بتركيا راح ضحيته 41 شخصًا وإصابة 147 آخرين.
- 2020 - عدد الإصابات المؤكدة بجائحة كورونا يتخطّى حاجز العشرة ملايين شخص حول العالم، من بينهم أكثر من 499 ألف حالة وفاة وحوالي خمسة ملايين و69 ألف حالة تماثلت للشفاء.

## مواليد
- 1491 - الملك هنري الثامن، ملك إنجلترا.
- 1577 - بيتر بول روبنس، رسام بلجيكي.
- 1712 - جان جاك روسو، فيلسوف سويسري.
- 1780 - إبراهيم قفطان، فقيه وشاعر عراقي.
- 1867 - لويجي بيرانديلو، أديب إيطالي حاصل على جائزة نوبل في الأدب عام 1934.
- 1869 - عثمان نوري هادزيتش، كاتب بوسني.
- 1873 - ألكسي كاريل، طبيب جراح فرنسي حاصل على جائزة نوبل في الطب عام 1912.
- 1883 - بيير لافال، رئيس وزراء فرنسا.
- 1889 - عباس محمود العقاد، كاتب مصري.
- 1906 - ماريا غوبرت-ماير، عالمة فيزياء ألمانية حاصلة على جائزة نوبل في الفيزياء عام 1963.
- 1914 - أربيرت هايم، طبيب نمساوي نازي.
- 1926 - ميل بروكس، ممثل أمريكي.
- 1927 - فرانك شيروود رولاند، عالم كيمياء أمريكي حاصل على جائزة نوبل في الكيمياء عام 1995.
- 1930 - أحمد كمال أبو المجد، سياسي ومفكر إسلامي مصري.
- 1936 - أحمد ياسين، مؤسس حركة المقاومة الإسلامية / حماس.
- 1938 - ليون بانيتا، وزير الدفاع الأمريكي.
- 1940 - محمد يونس، اقتصادي بنغالي حاصل على جائزة نوبل للسلام عام 2006.
- 1943 - كلاوس فون كليتزينغ، عالم فيزياء ألماني حاصل على جائزة نوبل في الفيزياء عام 1985.
- 1946 - بروس ديفيسون، ممثل أمريكي.
- 1948 - كاثي بيتس، ممثلة أمريكية.
- 1957 - جيورجي بارفانوف، رئيس بلغاريا.
- 1965 - يوسف الجراح، ممثل سعودي.
- 1966 - جون كيوزاك، ممثل أمريكي.
- 1969 - فيليمون ماسينغا، لاعب كرة قدم جنوب أفريقي.
- 1971 - فابيان بارتيز، حارس مرمى كرة قدم فرنسي.
- 1972 - أليساندرو نيفولا، ممثل أمريكي.
- 1985 - فيل باردسلي، لاعب كرة قدم إنجليزي.
- 1989 - نورة العميري، ممثلة ومغنية كويتية.
- 1989 - فيفيان دسينا، ممثل هندي.
- 1994 - الأمير الحسين بن عبد الله الثاني، ولي العهد في المملكة الأردنية الهاشمية.
- 1997 - بيران داملا يلماز، ممثلة تركية.

## وفيات
- 1275 - ابن باطيش، عالم مسلم وفقيه وكاتب ومدرس عراقي.
- 1836 - جيمس ماديسون، رئيس الولايات المتحدة الرابع.
- 1914 - فرانس فرديناند، أمير الإمبراطورية النمساوية المجرية.
- 1981 - محمد بهشتي، عالم دين وسياسي إيراني.
- 1992 - ميخائيل طال، بطل شطرنج سوفيتي.
- 2001 - مورتيمر أدلر، معلم وفيلسوف ومؤلف أمريكي.
- 2007 - كييتشي ميازاوا، رئيس وزراء اليابان.
- 2010 -
  - محمد عفيفي مطر، شاعر مصري.
  - روبرت بيرد، سياسي أمريكي.
- 2025 - أحمد محمد سليمان، قاضٍ ووزير العدل في وزارة هشام قنديل بمصر.

## أعياد ومناسبات
- عيد فيدوفان عند الأرثوذكسية الشرقية.

## وصلات خارجية
- وكالة الأنباء القطريَّة: حدث في مثل هذا اليوم.
- النيويورك تايمز: حدث في مثل هذا اليوم.
- BBC: حدث في مثل هذا اليوم.